# 莱梅讷
莱梅讷（法語：Les Mesneux，法語發音：[le mɛnø]）是法国马恩省的一个市镇，位于该省西北部，属于兰斯区。

## 地理
莱梅讷（49°13'7"N, 3°57'40"E）面积4.26 平方千米，位于法国大東部大區马恩省，该省份为法国东北部内陆省份，北起阿登省，西北接埃纳省，西南接塞纳-马恩省，南至奥布省，东南接上马恩省，东临默兹省。
与莱梅讷接壤的市镇（或旧市镇、城区）包括：奥尔姆、伯扎讷、茹伊莱兰斯、帕尔尼莱兰斯、萨西、坦克、多芒日城。

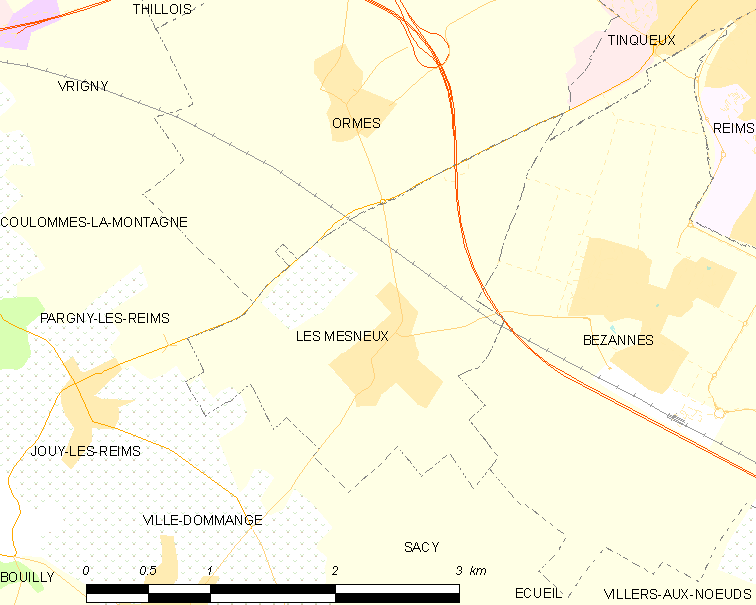
莱梅讷的OSM定位图

莱梅讷的时区为UTC+01:00、UTC+02:00（夏令时）。

## 行政
莱梅讷的邮政编码为51370，INSEE市镇编码为51365。

## 政治
莱梅讷所属的省级选区为菲姆-兰斯山县。

## 人口

1962-2008年间莱梅讷人口变化图示

莱梅讷于2022年1月1日时的人口数量为963人。